# Đào Bạch Liên
Đào Bạch Liên (sinh ngày 15 tháng 5 năm 1979 tại Hà Nội ), còn có nickname Alex, là một dịch giả Việt Nam. Bắt đầu con đường dịch thuật bằng các tác phẩm kiếm hiệp như một sở thích cá nhân.

## Đời tư
Đào Bạch Liên tốt nghiệp khoa Kinh tế đối ngoại, trường Đại học Ngoại thương Hà Nội. Hiện tại, cô là nhân viên của công ty Nhật Bản The Yasuda Warehouse. Cô biết và có thể dịch được từ ba ngoại ngữ là tiếng Hoa, tiếng Anh và tiếng Nhật .

## Công việc dịch thuật
Đào Bạch Liên bắt đầu công việc dịch thuật như một hoạt động nghiệp dư trên mạng. Thành công trong việc giới thiệu bộ truyện tiên hiệp Tru Tiên đến độc giả Việt Nam, cô đã đi sâu vào con đường dịch thuật, xuất bản các tác phẩm như: Côn Luân của Phượng Ca, Tru Tiên, Tu La Đạo của Bộ Phi Yên. Cô đã từ chối nhận 100 triệu đồng nhuận bút về công việc dịch thuật tác phẩm Côn Luân với mong muốn giảm giá thành sách, do đó độc giả có tiếp cận với bộ truyện dễ dàng hơn.
Ngoài kiếm hiệp, cô cũng mở rộng dịch thuật sang các thể loại khác.

### Các tác phẩm dịch đã xuất bản

#### Tiếng Hoa
- Tru Tiên (tập 1-6), Tiêu Đỉnh (IPM & Nhà xuất bản Văn hóa Thông tin, Hà Nội, 2007)
- Tu La Đạo, Bộ Phi Yên (IPM & Nhà xuất bản Văn Hóa Thông tin, Hà Nội, 2008)
- Tình ảo, Từ Triệu Thọ (Bách Việt & Nhà xuất bản Văn Học, Hà Nội, 2008)
- Côn Luân [5] (trọn bộ 7 tập), Phượng Ca (Nhà xuất bản Phụ Nữ, Hà Nội, 2009)
- Thiên Vũ (tập 1-4), Bộ Phi Yên (Phương Đông & Nhà xuất bản Văn Học, Hà Nội, 2012)
- Bộ bộ kinh tâm (trọn bộ 2 tập), Đồng Hoa (Nhã Nam & Nhà xuất bản Thời Đại, Hà Nội, 2012)
- Bí mật bị thời gian vùi lấp, Đồng Hoa (Nhã Nam & Nhà xuất bản Phụ Nữ, Hà Nội, 2012)

#### Tiếng Anh
- Bóng em xa hơn chân trời, Michelle Celmer (IPM & Nhà xuất bản Thời Đại, 2010)
- Như điều em muốn, Kate Carlisle (IPM & Nhà xuất bản Hội Nhà Văn, 2010)
- Men rượu men tình, Charlene Sands (IPM & Nhà xuất bản Hội Nhà Văn, 2010)
- Hotgirl tiếc nuối, Lauren Oliver (dịch chung) (IPM & Nhà xuất bản Văn Học 2011)
- Lưỡi, Jo Kyung Ran (Nhã Nam & Nhà xuất bản Văn học, 2013)